# 화학 데이터베이스
화학 데이터베이스(영어: chemical database)는 화학 정보를 저장하도록 특별히 설계된 데이터베이스이다. 이 정보는 화학 및 결정 구조, 스펙트럼, 반응 및 합성, 열물리학 데이터에 관한 것이다.

## 화학 카트리지 목록
- Accord
- Direct[1]
- J Chem[2]
- CambridgeSoft[3]
- Bingo[4]
- Pinpoint[5]

## 화학 등록 시스템 목록
- ChemReg[6]
- Register[7]
- RegMol[8]
- Compound-Registration[9]
- Ensemble[10]

## 웹 기반
| 이름      | 개발                         | 최초 출시일 |
| --------- | ---------------------------- | ----------- |
| CDD Vault | Collaborative Drug Discovery | 2018년      |

## 같이 보기
- 화학정보학
- 생물학 데이터베이스